# Lancelot-Théodore Turpin de Crissé
Lancelot-Théodore Turpin de Crissé (Parigi, 9 luglio 1782 – Parigi, 15 maggio 1859) è stato uno scrittore e pittore francese.
Le sue opere più popolari sono i paesaggi con strutture, solitamente ambientati in Italia.

## Biografia
Suo padre era il colonnello Henri Roland Lancelot Turpin de Crissé, un valido pittore dilettante. La famiglia fu rovinata finanziariamente dalla Rivoluzione e dovette pertanto fuggire da Parigi, ma poté terminare gli studi in Svizzera e in Italia, grazie al patrocinio di Marie-Gabriel-Florent-Auguste de Choiseul-Gouffier. Al suo ritorno in Francia nel 1809, espose al Salon. Gli fu quindi concessa la protezione della famiglia imperiale e divenne ciambellano dell'ex imperatrice Josephine dopo il suo divorzio. Nel 1810 la accompagnò in un viaggio in Svizzera e in Savoia, tornando con un grande album di disegni.
Nel 1813 si sposò in una famiglia nobile e ricevette una grande eredità da un cugino. Tre anni più tardi, divenne membro dell'Académie des Beaux-Arts. Fu poi nominato membro del consiglio dei Musei Reali (1824) e Ispettore generale del "Département des Beaux-Arts" (1825). Nello stesso anno fu insignito della Legion d'Onore. Nel 1829 fu nominato membro onorario della Maison du Roi. Durante questo periodo fece tre lunghi viaggi in Italia; l'ultimo in occasione della sua nomina all'Accademia di Belle Arti di Venezia.
Nonostante la sua associazione con i Bonaparte, fu un convinto legittimista, dimettendo tutti i suoi incarichi dopo l'avvento della monarchia di luglio nel 1830 e tornando alla vita privata. Continuò tuttavia ad esporre, compresa una mostra alla Royal Academy of Arts nel 1832. Tre anni dopo pubblicò Souvenirs du vieux Paris, exemples d'architecture de temps et de styles divers. Continuò a difendere i Borboni fino alla sua morte.
Era anche conosciuto come un appassionato collezionista d'arte e ha promosso molti artisti contemporanei attraverso l'acquisto delle loro opere. Tra loro c'erano Blondel, Granet e Ingres. La sua collezione comprendeva anche antichità, che donò al Musée des Beaux-Arts d'Angers. Da dicembre 2006 ad aprile 2007, il museo ha presentato un'importante retrospettiva delle sue opere, nel tentativo di far conoscere nuovamente il suo nome.

## Galleria d'immagini

Opere di Lancelot-Théodore Turpin de Crissé
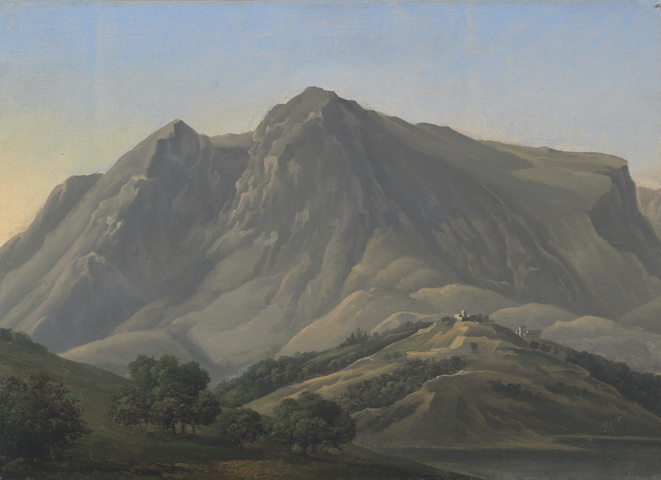
Le Mont Velino dans les Abruzzes (entre 1807 et 1808), Staatliche Kunsthalle Karlsruhe.
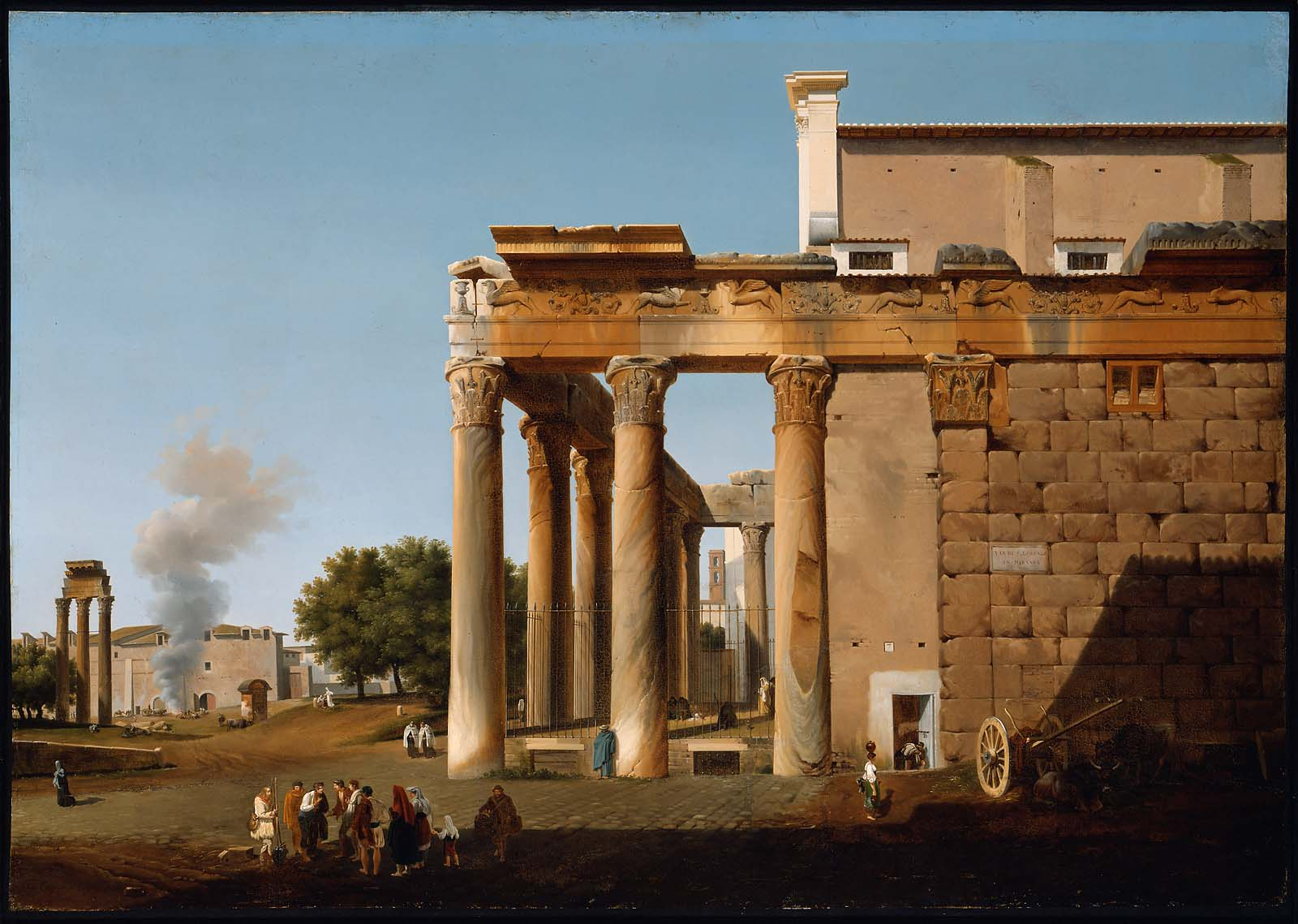
Le Temple d'Antonin et Faustine (1808), Boston, Museum of Fine Arts.
Vue de la villa Pizzofalcone, Naples (vers 1819), Washington, National Gallery of Art.
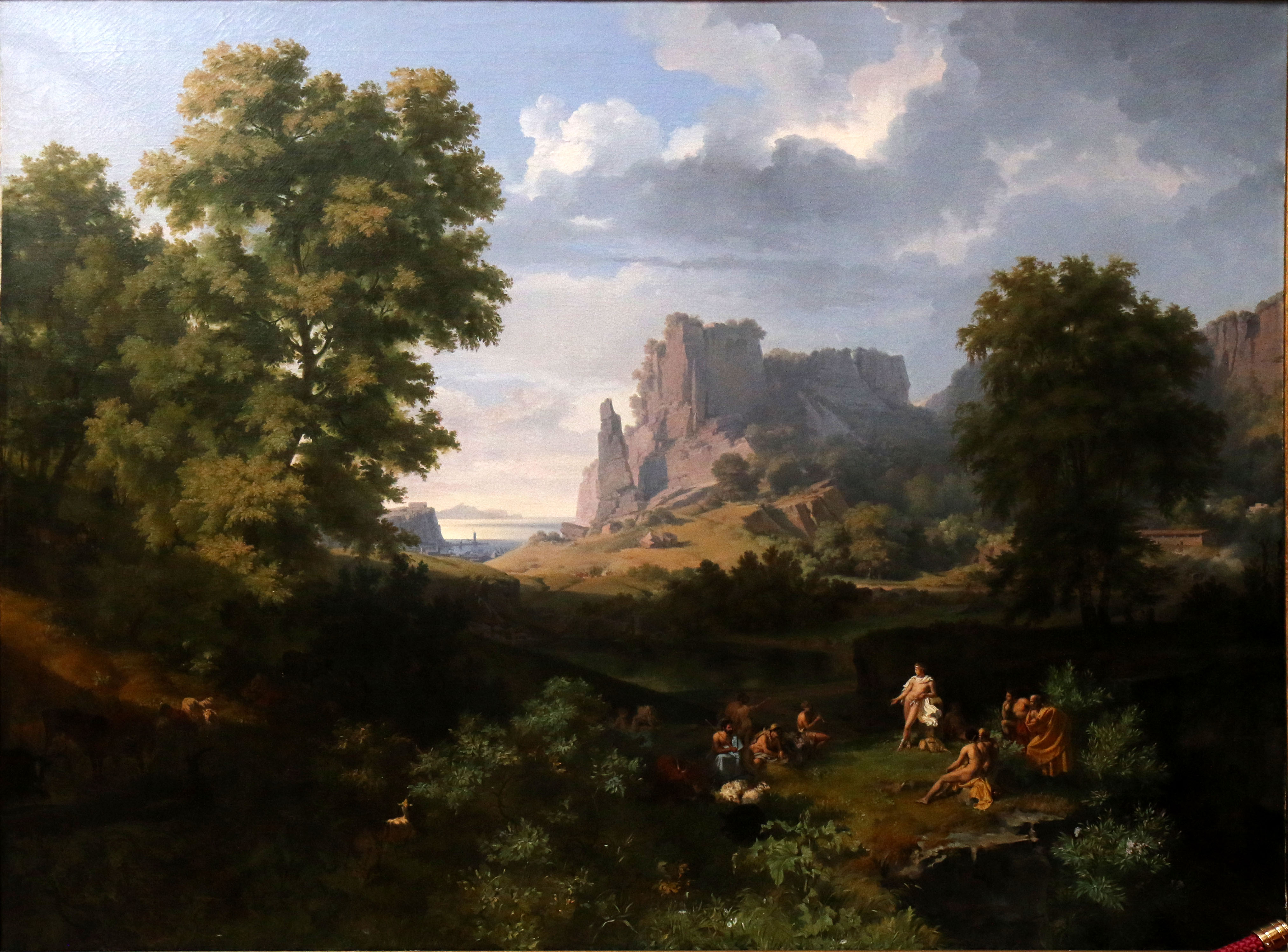
Apollon chassé du ciel, enseigne la musique aux bergers (1824), Carpentras, Museo Comtadin-Duplessis.
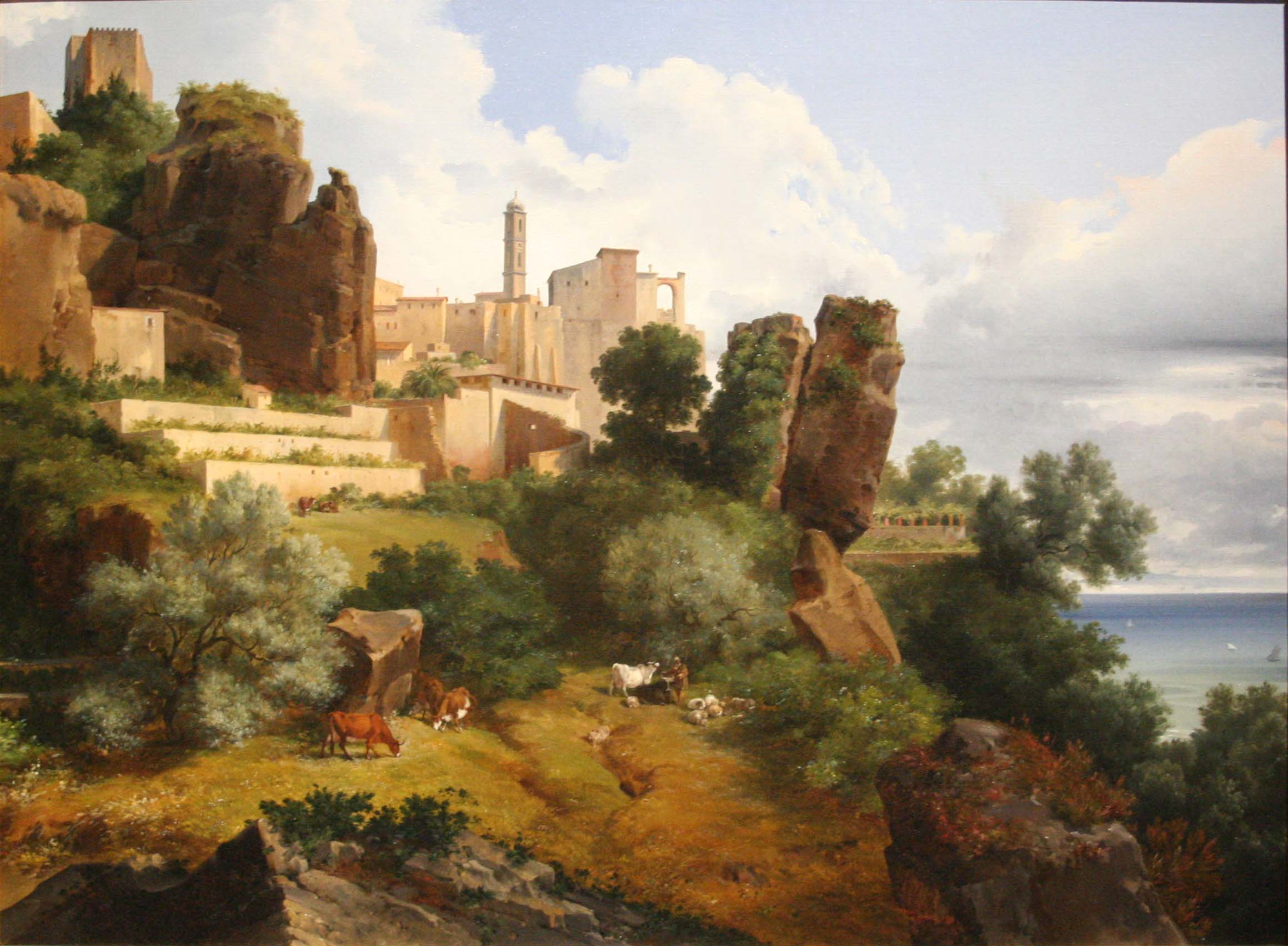
Vue prise de Roquebrune en Italie (1831), Museo di belle arti di Marsiglia.
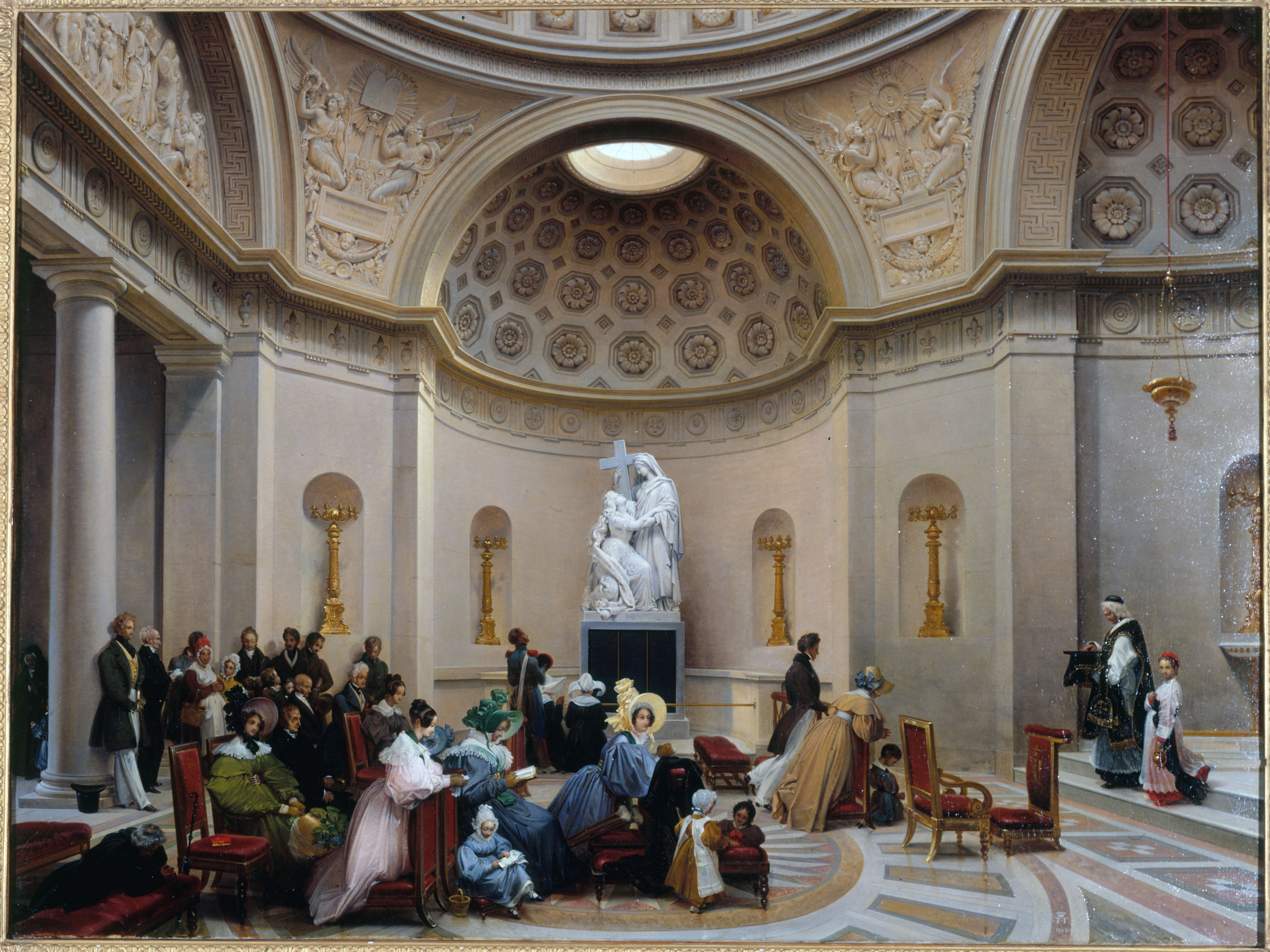
Une messe à la chapelle expiatoire (1835), Paris, musée Carnavalet.
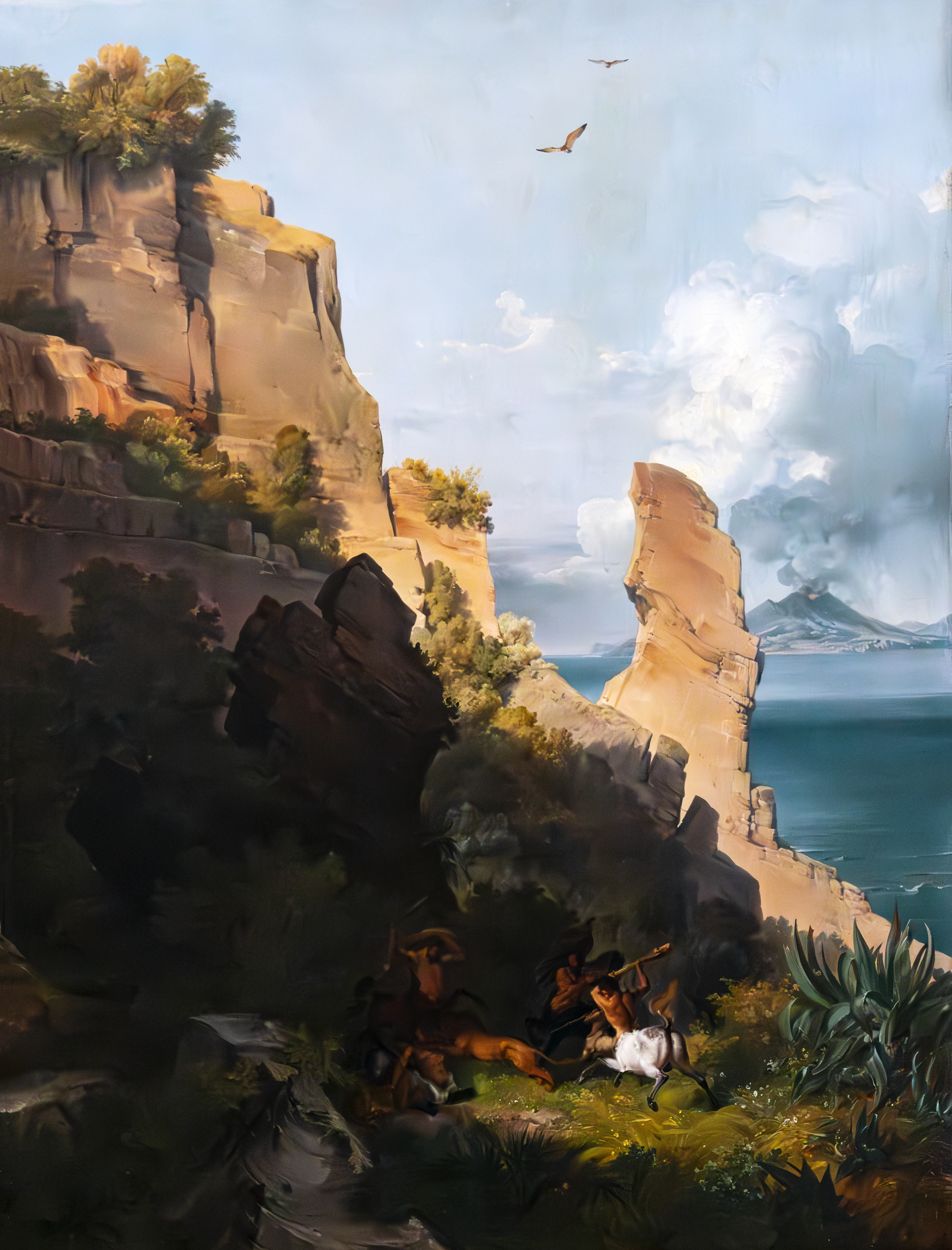
Rochers au bord de la mer avec des centaures, 1836, Gallerie dell'Accademia.
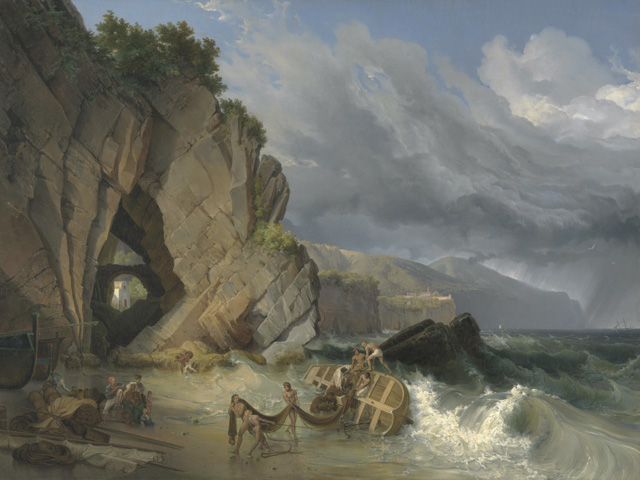
Pêcheurs dans la baie de Sorrente (1837), Staatliche Kunsthalle Karlsruhe.